# László le Brave
László le Brave (Vitéz László) est une marionnette hongroise.

## Description
Personnage du théâtre forain de marionnettes en Hongrie, parent de Jean-Saucisse et de Kasperle. László le Brave est une marionnette à gaine d’apparence tout à fait humaine, habillée de culottes et d’une blouse rouge, coiffée d’un chapeau pointu. Il manipule habilement toutes sortes d’accessoires, notamment des gourdins et des poêles à frire de différentes tailles.

## Histoire
On lui prête des origines plus obscures et anciennes, mais il serait apparu alors que Alexander von Bach était au pouvoir, après l'échec de la révolution hongroise de 1848. Comme d'autres marionnettes de l'étranger, László le Brave était le représentant des vaincus et finissait par avoir le dessus.
Henrik Kemény a écrit de nombreuses pièces pour et son fils Henrik Kemény junior a repris la tradition

## Galerie

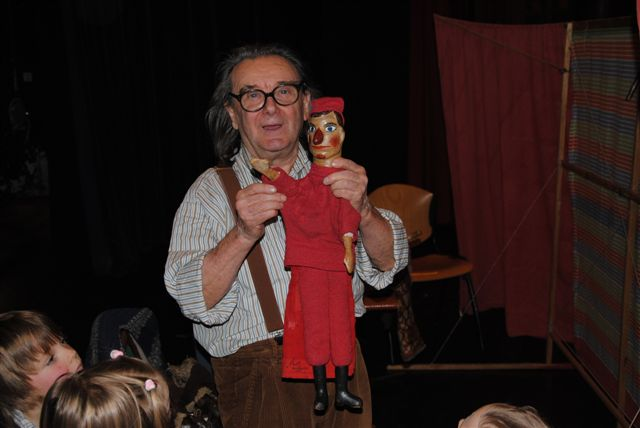
Henrik Kemény
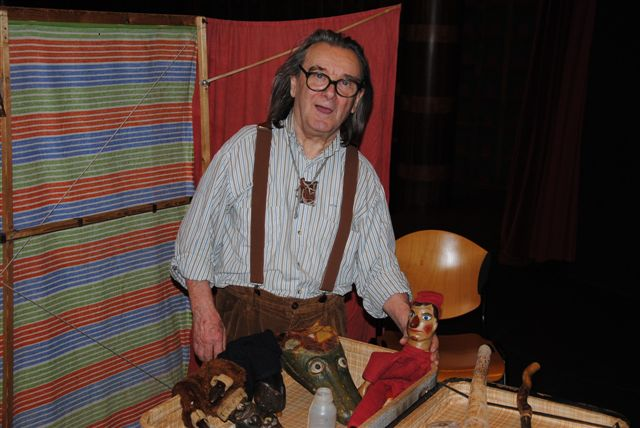
Henrik Kemény
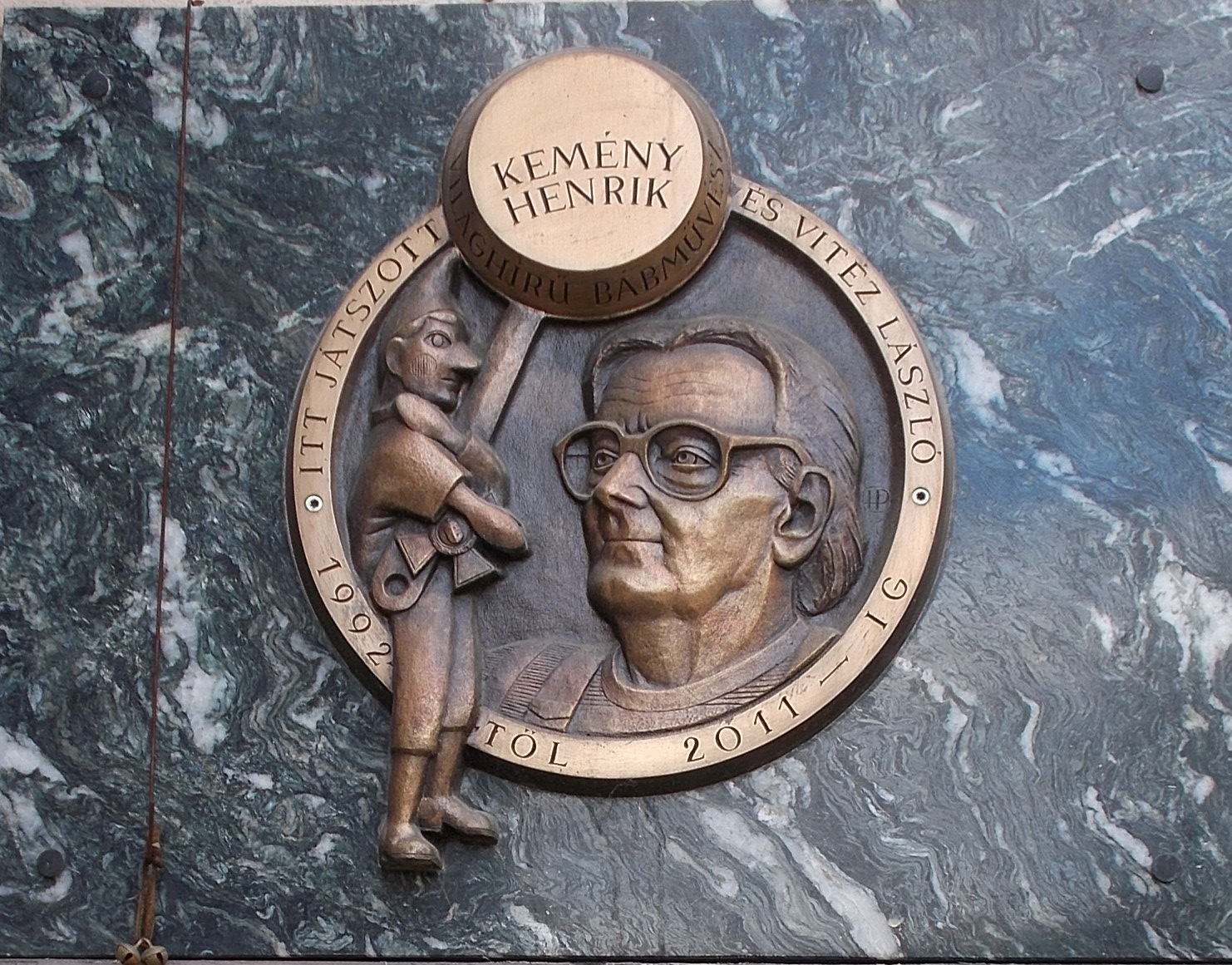
Sculpture en hommage à Henrik Kemény de József Palkó sur les murs du Théâtre Kolibri